# Погоржельский, Михаил Бонифациевич
Михаи́л Бонифациевич Погорже́льский (1922—1995) — советский актёр театра и кино, заслуженный артист РСФСР (1966).

## Биография
Родился 21 июля 1922 года в селе Анчекрак (ныне село Каменка Очаковский район, Николаевская область, Украина). Отец — Бонифаций Михайлович Погоржельский (Bonifacy Pogorzelski, поляк по национальности) — бухгалтер, мать — Клавдия Михайловна Воронковская (1895—1983)  — врач-психиатр, впоследствии научный сотрудник Научно-исследовательского института эволюционной физиологии и патологии высшей нервной деятельности имени И. П. Павлова в Колтушах. Впоследствии семья переехала в Ленинград.
Михаил рос высоким и спортивным мальчиком, занимался баскетболом, был членом баскетбольной сборной Ленинграда.
По окончании школы поступил в ЛИСИ. Проучившись там год, забрал документы и подал их в Ленинградский театральный институт, куда и поступил в 1940 году. Окончить курс помешала война. В 1941 году все юноши курса подали заявления и ушли добровольцами на фронт, лишь Михаила не взяли. Однако в апреле 1942 года призвали и его.
Участник Великой Отечественной войны: в октябре-ноябре 1942 года — рядовой 22-го гвардейского стрелкового полка 9-й гвардейской стрелковой дивизии. Воевал на Калининском фронте. Участвовал в оборонительных боях в районе города Демидова и в Великолукской наступательной операции. 26 ноября 1942 года был тяжело ранен в правую ногу; ногу удалось спасти, но в октябре 1943 года Михаил Бонифациевич был комиссован.
В 1944 году Погоржельский восстановился в Ленинградском театральном институте и в 1947 году окончил его, став актёром Ленинградского Нового театра. В 1949 году переехал в Москву и поступил в Театр имени Моссовета, в котором проработал до конца жизни.
Умер 8 марта 1995 года. Похоронен в Москве на Ваганьковском кладбище.

### Семья
- жена — Карташёва, Ирина Павловна (1922—2017), актриса
- сын — Дмитрий Михайлович Погоржельский (р. 1951), журналист, продюсер, собственный корреспондент телекомпании НТВ в Германии в 1997—2015 годах[2][3].

## Признание и награды
- заслуженный артист РСФСР (1966)
- орден Отечественной войны I степени (11.3.1985)
- орден Славы III степени (30.6.1945)
- медали

## Творчество

### Роли в театре
- 1951 — Хитроумная возлюбленная — Люсиндо
- 1951 — Шторм — Командир, Высокий парень (1957)
- 1952 — Шелковое сюзанэ — Адылов
- 1953 — Рассказ о Турции — Нури
- 1954 — История одной любви — Алексей Марков
- 1954 — Отелло — Кассио (ввод)
- 1955 — Лиззи Мак-Кейн — Фред
- 1955 — Первая весна — Гоша Чумак
- 1956 — Второе дыхание — Сергей Бакланов
- 1958 — Корнелия — Нино
- 1958 — Стальное колечко — Страходер
- 1959 — Битва в пути — Бахирев
- 1969 — Леший — Фёдор Иванович
- 1960 — Летом небо высокое — Пётр
- 1961 — Миллион за улыбку — Виталий Карташев (ввод)
- 1961 — Орфей спускается в ад — Вэл Ксавье
- 1962 — Антей — Назар Горновой (ввод)
- 1962 — Он живёт рядом — Алексей Невзоров
- 1962 — Бунт женщин — Крестьянин
- 1963 — Король Лир — Герцог Альбанский (ввод)
- 1963 — Совесть — Глеб Зеленкевич
- 1964 — На диком бреге — Дюжев
- 1964 — Цезарь и Клеопатра — Руфий
- 1965 — В дороге — Отец (ввод)
- 1965 — Чья-то жизнь — Аким Тугарин, Оев Шошин (1966)
- 1966 — Странная миссис Сэвидж — Тэйтэс
- 1968 — Глазами клоуна — Г-н Шнир
- 1968 — Старик — Иван Мастаков
- 1969 — Петербургские сновидения — Свидригайлов
- 1970 — Былое и думы. Спектакль-концерт
- 1970 — Несколько тревожных дней — Пётр Мостовой
- 1971 — Рим 17, до востребования — Клим Конопатов
- 1971 — Золото, золото — сердце народное — Рудометов 2-й
- 1972 — Третьего не дано — Басаргин
- 1973 — Я всегда улыбаюсь — Генерал-майор
- 1974 — Трамвай идёт в парк — Человек с чемоданом
- 1976 — День приезда — день отъезда — Басов
- 1977 — Успех — Голубев
- 1978 — Превышение власти — Воронин
- 1979 — Кошки-мышки — Виктор Челемрени
- 1983 — Ревизия — Кочеварин
- 1988 — Суд над судьями — Янинг
- 1985 — Проходная — Вахрамеев
- 1986 — Цитата — Бобров
- 1988 — Торможение в небесах — Орлов

### Фильмография
- 1940 — Шестьдесят дней — командир запаса (нет в титрах)
- 1957 — Его время придёт — Александр II
- 1957 — Огненные вёрсты — матрос
- 1958 — Трое вышли из леса — Павел Строганов
- 1959 — Василий Суриков — Александр III
- 1962 — Когда разводят мосты — Константин
- 1962 — Молчат только статуи — Малышев
- 1963 — Выстрел в тумане — Павел Павлович Шуриков
- 1965 — Человек без паспорта — Василий Фёдорович
- 1967 — Анна Каренина — эпизод
- 1967 — Война и мир — Барклай-де-Толли
- 1967 — Операция «Трест» — барон Врангель
- 1968 — Щит и меч — фон Зальц
- 1969 — Он был не один — руководитель подпольщиков
- 1970 — Город первой любви — доктор
- 1970—1972 — Руины стреляют... — полковник Нечипорович
- 1970 —  Семья как семья — Фёдор Брусничкин
- 1972 — Меченый атом — Алексей Алексеевич Раскольцев
- 1972 — Пятьдесят на пятьдесят — Деласси
- 1972 — Свеаборг — П. А. Столыпин
- 1973 — Высокое звание — военврач
- 1973 — Моя судьба — Селиванов
- 1973 — Нейлон 100 % — Афанасий Иванович Коржов
- 1974 — Выбор цели — участник совещания (нет в титрах)
- 1976 — Освобождение Праги — генерал И. Е. Петров
- 1976 — Вдовы — Анатолий Киреев
- 1976 — Два капитана — Владимир Юрьевич Ванин
- 1976 — Жизнь и смерть Фердинанда Люса — Шорнбах
- 1976 — Моё дело — Георгий Янович Бутурлакин
- 1977 — Диалог — глава концерна
- 1977 — Обратная связь — Кознаков
- 1977 — Открытая книга — Павел Петрович Лебедев, зам. наркома Максимова
- 1978 — Артём — генерал-губернатор Харькова
- 1978 — Комиссия по расследованию — Шестаков, председатель комиссии
- 1978 — Особых примет нет — министр П. Д. Святополк-Мирский
- 1979 — Путешествие в другой город — Михаил Бонифациевич Хмельницкий
- 1980 — Кодовое название «Южный гром» — генерал Максимилиан Фреттер-Пико
- 1980 — Крах операции «Террор» — инженер Иван Борисов
- 1981 — Чёрный треугольник — генерал Мессмер
- 1982 — Магистраль — Александр Никитович, помощник Уржумова
- 1985 — Берега в тумане — Викентий Илларионович
- 1988 — Шаг — эпизод
- 1991 — Телохранитель — бывший генерал-лейтенант

### Дублирование кинофильмов
- 1952 — Текут мутные воды (Las aguas bajan turbias)
- 1953 — Лили (Lili) — Жако
- 1954 — Улисс (Ulysses)
- 1954 — Семь невест для семи братьев (Seven Brides for Seven Brothers)
- 1954 — За четырнадцать жизней (Eletjel)
- 1954 — Дело доктора Вагнера (Der Fall Dr. Wagner)
- 1955 — Сегодня вечером всё будет кончено (Everything Ends Tonight) — полковник
- 1955 — Подгале в огне (Mountains in Flames) — Михал Йордан
- 1955 — Оклахома! (Oklahoma!) — Джадд Фрай
- 1955 — Колдунья (Blonde Witch, The) — пастор
- 1956 — Песнь Этери — Георгий
- 1956 — Легенда о любви (Legend of Love)
- 1956 — Капитан из Кёльна (Captain from Cologne, The) — доктор Брандштеттер
- 1956 — Авиценна — Махмуд
- 1957 — Дорога длиною в год (Year Long Road, The)
- 1957 — 12 разгневанных мужчин — Присяжный № 3
- 1959 — Аэродром не принимает (Letiště nepřijímá) — Широкий
- 1960 — Великолепная семёрка (Magnificent Seven, The) — Бернардо
- 1961 — Знамя кузнеца
- 1962 — Оправдан за недостаточностью улик (Freispruch mangels Beweises)
- 1963 — Виннету — сын Инчу-Чуна (I). Хищники из Россвеля (Apache Gold) — Верная Рука
- 1964 — Виннету — сын Инчу-Чуна (II). Трубка мира (Last of the Renegades) — Верная Рука — Шаттерхенд
- 1965 — Сыновья Большой Медведицы (Sons of Great Bear, The) — Тачунка Витко
- 1965 — Верная Рука — друг индейцев (Flaming Frontier) — Маки-Моте
- 1966 — Охотник из Лалвара — Авак
- 1966 — Миллион лет до нашей эры (One Million Years B.C.)
- 1967 — След сокола (Trail of the Falcon) — Сэм Блейк
- 1968 — Ромео и Джульетта — синьор Капулетти
- 1968 — Как это назвать? (документальный) –читает текст
- 1968 — Залог успеха (Medico della mutua, Il)
- 1968 — Белые волки (Weisse Wölfe) — Самуэль Блейк
- 1970, 1971 — Звёзды не гаснут (Ulduzlar Sönmür) — Бегулов
- 1970 — Заблудшие (Valge laev) — Рудольф
- 1971 — Оцеола (Osceola) — Уильям Рейнс
- 1972, 1973 — Похищение Луны — Гвандж Апакидзе
- 1972 — Бой после победы
- 1973—1974 — Потоп (Deluge, The) — Юзва Бутрым
- 1973 — Майор Хубаль (Major Hubal)
- 1973 — Апачи (Apaches) — вождь
- 1974 — Абу Райхан Беруни (Абу Райҳон Беруний) — Махмуд Газнийский
- 1976 — Всего одна ночь — Панихин
- 1978 — Где ты был, Одиссей? — Цоллер

### Озвучивание мультфильмов
- 1955 — Это что за птица? — Журавль
- 1959 — Скоро будет дождь — Медведь / Змея
- 1961 — Дракон — 1-й герой
- 1968 — Кот, который гулял сам по себе — Мужчина
- 1969 — Возвращение с Олимпа — Атлант
- 1973 — Новые приключения Золодува — Царь
- 1974 — Прометей — Зевс
- 1978 — Жирафа и очки — Бегемот
- 1978 — Барс лесных дорог
- 1985 — Терёхина таратайка — разбойник / городовой

### Радиопостановки
- 1969 — Мы — беззаветные герои все (авт. А. Н. Яновский)